# Official Secrets - Segreto di stato
Official Secrets - Segreto di stato (Official Secrets) è un film del 2019 diretto da Gavin Hood.
La pellicola, adattamento cinematografico del libro The Spy Who Tried to Stop a War di Marcia e Thomas Mitchell, narra la vicenda del processo a Katharine Gun, la whistleblower britannica che denunciò le pressioni illecite di Regno Unito e Stati Uniti per autorizzare la guerra in Iraq.

## Trama
Nel gennaio 2003 Katharine Gun, analista presso la GCHQ, legge una e-mail di servizio riservata, nella quale si espone un'operazione della National Security Agency, finalizzata a ricattare i membri non permanenti del consiglio di sicurezza dell'ONU per ottenere i voti necessari ad una risoluzione favorevole all'imminente invasione dell'Iraq. Katharine passa la nota ad un'amica affinché la comunichi alla stampa. Martin Bright, giornalista dell'Observer, la pubblica infine in prima pagina. Mentre il caso diventa di portata internazionale, Katharine viene arrestata e accusata di aver violato la legge sul segreto di stato.

## Produzione
Il film è basato sul libro The Spy Who Tried to Stop a War di Marcia e Thomas Mitchell ed è stato realizzato in collaborazione con Katharine Gun. Lo sviluppo del progetto iniziò nel 2016 con Justin Chadwick alla regia e Natalie Dormer nel ruolo protagonista. Nel 2018, la sceneggiatura di Sara e Gregory Bernstein passò nelle mani di Gavin Hood che effettuò un recasting.
Il film è una produzione indipendente. Le riprese si sono svolte principalmente nello Yorkshire e a Manchester durante la primavera del 2018. La fotografia è stata realizzata con il sistema di telecamere cinematografiche Sony CineAlta Venice.

## Distribuzione
Il film fu presentato in anteprima mondiale al Sundance Film Festival 2019. Fu successivamente proiettato in numerosi festival cinematografici internazionali, fra i quali il BFI London Film Festival, spesso presenziati da Katharine Gun e Martin Bright.
Il film è uscito in distribuzione limitata in numerosi paesi, a partire dagli Stati Uniti il 30 agosto 2019. Il primo trailer ufficiale distribuito da Entertainment One è uscito il 12 giugno 2019. Il secondo trailer è stato pubblicato il 26 giugno da IFC Films.

## Riconoscimenti
2019 - Festival del cinema indipendente Boston
- Premio del pubblico[8]

2019 - Provincetown International Film Festival
- Premio del pubblico come miglior lungometraggio[9]

2019 - Traverse City Film Festival
- Miglior film straniero[10]

2019 - Film Club's The Lost Weekend
- Miglior cast
- Miglior attore non protagonista a Ralph Fiennes

2019 - Women Film Critics Circle
- Candidatura al miglior film sulle donne
- Premio come migliore eroina del cinema (seconda classificata) a Keira Knightley
- Candidatura alla miglior attrice a Keira Knightley
- Candidatura alla miglior coppia sullo schermo a Keira Knightley e Adam Bakri

2020 - Premio Chlotrudis
- Candidatura alla miglior sceneggiatura
- Candidatura al migliore attore non protagonista per Ralph Fiennes